# Badminton na Letnich Igrzyskach Olimpijskich 2016 – gra pojedyncza kobiet
Gra pojedyncza kobiet w badmintonie na Letnich Igrzyskach Olimpijskich 2016 została rozegrana w dniach 11–19 sierpnia na Riocentro – Pawilon 4.

## Rozstawieni zawodnicy
1. Carolina Marín
2. Wang Yihan
3. Li Xuerui
4. Ratchanok Intanon
5. Saina Nehwal
6. Nozomi Okuhara
7. Sung Ji-hyun
8. Tai Tzu-ying
9. Pusarla Venkata Sindhu
10. Akane Yamaguchi
11. Kirsty Gilmour
12. Porntip Buranaprasertsuk
13. Bae Yeon-ju

## Wyniki

### Faza grupowa

#### Grupa A
| Zawodniczka     | Mecz | W | P | S+ | S- | Pkt. |
| --------------- | ---- | - | - | -- | -- | ---- |
| Carolina Marín  | 2    | 2 | 0 | 4  | 0  | 2    |
| Line Kjærsfeldt | 2    | 1 | 1 | 2  | 2  | 1    |
| Nanna Vainio    | 2    | 0 | 2 | 0  | 4  | 0    |

| Data        | Zawodniczka 1   | Wynik       | Zawodniczka 2   |
| ----------- | --------------- | ----------- | --------------- |
| 11 sierpnia | Carolina Marín  | 21-6 21-4   | Nanna Vainio    |
| 12 sierpnia | Line Kjærsfeldt | 21-9 21-8   | Nanna Vainio    |
| 13 sierpnia | Carolina Marín  | 21-16 21-13 | Line Kjærsfeldt |

#### Grupa C
| Zawodniczka     | Mecz | W | P | S+ | S- | Pkt. |
| --------------- | ---- | - | - | -- | -- | ---- |
| Sung Ji-hyun    | 2    | 2 | 0 | 4  | 0  | 2    |
| Liang Xiaoyu    | 2    | 1 | 1 | 2  | 2  | 1    |
| Delphine Lansac | 2    | 0 | 2 | 0  | 4  | 0    |

| Data        | Zawodniczka 1 | Wynik       | Zawodniczka 2   |
| ----------- | ------------- | ----------- | --------------- |
| 12 sierpnia | Sung Ji-hyun  | 21-13 21-14 | Delphine Lansac |
| 13 sierpnia | Liang Xiaoyu  | 21-7 21-15  | Delphine Lansac |
| 14 sierpnia | Sung Ji-hyun  | 21-17 21-11 | Liang Xiaoyu    |

#### Grupa D
| Zawodniczka    | Mecz | W | P | S+ | S- | Pkt. |
| -------------- | ---- | - | - | -- | -- | ---- |
| Linda Zecziri  | 2    | 2 | 0 | 4  | 1  | 2    |
| Kirsty Gilmour | 2    | 1 | 1 | 3  | 2  | 1    |
| Sabrina Jaquet | 2    | 0 | 2 | 0  | 4  | 0    |

| Data        | Zawodniczka 1  | Wynik             | Zawodniczka 2  |
| ----------- | -------------- | ----------------- | -------------- |
| 11 sierpnia | Kirsty Gilmour | 21-17 21-15       | Sabrina Jaquet |
| 13 sierpnia | Linda Zecziri  | 21-17 21-15       | Sabrina Jaquet |
| 14 sierpnia | Kirsty Gilmour | 21-12 17-21 16-21 | Linda Zecziri  |

#### Grupa E
| Zawodniczka  | Mecz | W | P | S+ | S- | Pkt. |
| ------------ | ---- | - | - | -- | -- | ---- |
| Li Xuerui    | 3    | 3 | 0 | 6  | 0  | 3    |
| Iris Wang    | 3    | 2 | 1 | 4  | 2  | 2    |
| Lianne Tan   | 3    | 1 | 2 | 3  | 4  | 1    |
| Telma Santos | 3    | 0 | 3 | 1  | 6  | 0    |

| Data        | Zawodniczka 1 | Wynik             | Zawodniczka 2 |
| ----------- | ------------- | ----------------- | ------------- |
| 11 sierpnia | Iris Wang     | 21-17 20-22 21-14 | Lianne Tan    |
| 11 sierpnia | Li Xuerui     | 21-12 21-7        | Telma Santos  |
| 12 sierpnia | Iris Wang     | 18-21 21-10 21-12 | Telma Santos  |
| 12 sierpnia | Li Xuerui     | 21-11             | Lianne Tan    |
| 14 sierpnia | Li Xuerui     | 21-16 21-12       | Iris Wang     |
| 14 sierpnia | Lianne Tan    | 21-16 21-18       | Telma Santos  |

#### Grupa G
| Zawodniczka      | Mecz | W | P | S+ | S- | Pkt. |
| ---------------- | ---- | - | - | -- | -- | ---- |
| Marija Ulitina   | 2    | 2 | 0 | 4  | 0  | 2    |
| Saina Nehwal     | 2    | 1 | 1 | 2  | 2  | 1    |
| Lohaynny Vicente | 2    | 0 | 2 | 0  | 4  | 0    |

| Data        | Zawodniczka 1  | Wynik       | Zawodniczka 2    |
| ----------- | -------------- | ----------- | ---------------- |
| 11 sierpnia | Saina Nehwal   | 21-17       | Lohaynny Vicente |
| 13 sierpnia | Marija Ulitina | 21-13       | Lohaynny Vicente |
| 14 sierpnia | Saina Nehwal   | 18-21 19-21 | Marija Ulitina   |

#### Grupa H
| Zawodniczka              | Mecz | W | P | S+ | S- | Pkt. |
| ------------------------ | ---- | - | - | -- | -- | ---- |
| Porntip Buranaprasertsuk | 2    | 2 | 0 | 4  | 0  | 2    |
| Kate Foo Kune            | 2    | 1 | 1 | 2  | 2  | 1    |
| Wendy Chen Hsuan-yu      | 2    | 0 | 2 | 0  | 4  | 0    |

| Data        | Zawodniczka 1            | Wynik       | Zawodniczka 2       |
| ----------- | ------------------------ | ----------- | ------------------- |
| 11 sierpnia | Porntip Buranaprasertsuk | 21-14 21-15 | Wendy Chen Hsuan-yu |
| 13 sierpnia | Kate Foo Kune            | 21-16 21-19 | Wendy Chen Hsuan-yu |
| 14 sierpnia | Porntip Buranaprasertsuk | 21-7 21-18  | Kate Foo Kune       |

#### Grupa I
| Zawodniczka       | Mecz | W | P | S+ | S- | Pkt. |
| ----------------- | ---- | - | - | -- | -- | ---- |
| Bae Yeon-ju       | 2    | 2 | 0 | 4  | 0  | 2    |
| Özge Bayrak       | 2    | 1 | 1 | 2  | 2  | 1    |
| Jeanine Cicognini | 2    | 0 | 2 | 0  | 2  | 0    |

| Data        | Zawodniczka 1 | Wynik      | Zawodniczka 2     |
| ----------- | ------------- | ---------- | ----------------- |
| 12 sierpnia | Bae Yeon-ju   | 21-11 21-8 | Jeanine Cicognini |
| 13 sierpnia | Özge Bayrak   | 21-14 21-9 | Jeanine Cicognini |
| 14 sierpnia | Bae Yeon-ju   | 21-11 21-7 | Özge Bayrak       |

#### Grupa J
| Zawodniczka       | Mecz | W | P | S+ | S- | Pkt. |
| ----------------- | ---- | - | - | -- | -- | ---- |
| Nozomi Okuhara    | 2    | 2 | 0 | 4  | 0  | 2    |
| Vũ Thị Trang      | 2    | 1 | 1 | 2  | 2  | 1    |
| Lindaweni Fanetri | 2    | 0 | 2 | 0  | 4  | 0    |

| Data        | Zawodniczka 1     | Wynik       | Zawodniczka 2     |
| ----------- | ----------------- | ----------- | ----------------- |
| 12 sierpnia | Nozomi Okuhara    | 21-10 21-8  | Vũ Thị Trang      |
| 13 sierpnia | Lindaweni Fanetri | 12-21 11-21 | Vũ Thị Trang      |
| 14 sierpnia | Nozomi Okuhara    | 21-12       | Lindaweni Fanetri |

#### Grupa K
| Zawodniczka       | Mecz | W | P | S+ | S- | Pkt. |
| ----------------- | ---- | - | - | -- | -- | ---- |
| Akane Yamaguchi   | 2    | 2 | 0 | 4  | 1  | 2    |
| Tee Jing Yi       | 2    | 1 | 1 | 2  | 2  | 1    |
| Kristína Gavnholt | 2    | 0 | 2 | 1  | 4  | 0    |

| Data        | Zawodniczka 1   | Wynik             | Zawodniczka 2     |
| ----------- | --------------- | ----------------- | ----------------- |
| 12 sierpnia | Akane Yamaguchi | 20-22 21-12 21-15 | Kristína Gavnholt |
| 13 sierpnia | Tee Jing Yi     | 22-20 21-15       | Kristína Gavnholt |
| 14 sierpnia | Akane Yamaguchi | 21-18 21-5        | Tee Jing Yi       |

#### Grupa L
| Zawodniczka       | Mecz | W | P | S+ | S- | Pkt. |
| ----------------- | ---- | - | - | -- | -- | ---- |
| Ratchanok Intanon | 2    | 2 | 0 | 4  | 0  | 2    |
| Kati Tolmoff      | 2    | 1 | 1 | 2  | 3  | 1    |
| Yip Pui Yin       | 2    | 0 | 2 | 1  | 4  | 0    |

| Data        | Zawodniczka 1     | Wynik            | Zawodniczka 2 |
| ----------- | ----------------- | ---------------- | ------------- |
| 11 sierpnia | Ratchanok Intanon | 21-14 21-13      | Kati Tolmoff  |
| 12 sierpnia | Yip Pui Yin       | 21-5 13-21 12-21 | Kati Tolmoff  |
| 14 sierpnia | Ratchanok Intanon | 21-18 21-12      | Yip Pui Yin   |

#### Grupa M
| Zawodniczka            | Mecz | W | P | S+ | S- | Pkt. |
| ---------------------- | ---- | - | - | -- | -- | ---- |
| Pusarla Venkata Sindhu | 2    | 2 | 0 | 4  | 1  | 2    |
| Michelle Li            | 2    | 1 | 1 | 3  | 2  | 1    |
| Laura Sárosi           | 2    | 0 | 2 | 0  | 4  | 0    |

| Data        | Zawodniczka 1          | Wynik             | Zawodniczka 2 |
| ----------- | ---------------------- | ----------------- | ------------- |
| 11 sierpnia | Pusarla Venkata Sindhu | 21-8 21-9         | Laura Sárosi  |
| 13 sierpnia | Michelle Li            | 21-11 21-8        | Laura Sárosi  |
| 14 sierpnia | Pusarla Venkata Sindhu | 19-21 21-15 21-17 | Michelle Li   |

#### Grupa N
| Zawodniczka        | Mecz | W | P | S+ | S- | Pkt. |
| ------------------ | ---- | - | - | -- | -- | ---- |
| Tai Tzu-ying       | 2    | 2 | 0 | 4  | 0  | 2    |
| Natalja Pierminowa | 2    | 1 | 1 | 2  | 2  | 1    |
| Elisabeth Baldauf  | 2    | 0 | 2 | 0  | 4  | 0    |

| Data        | Zawodniczka 1      | Wynik      | Zawodniczka 2      |
| ----------- | ------------------ | ---------- | ------------------ |
| 11 sierpnia | Tai Tzu-ying       | 21-11 21-9 | Elisabeth Baldauf  |
| 13 sierpnia | Natalja Pierminowa | 21-17 21-8 | Elisabeth Baldauf  |
| 14 sierpnia | Tai Tzu-ying       | 21-12 21-9 | Natalja Pierminowa |

#### Grupa P
| Zawodniczka    | Mecz | W | P | S+ | S- | Pkt. |
| -------------- | ---- | - | - | -- | -- | ---- |
| Wang Yihan     | 2    | 2 | 0 | 4  | 0  | 2    |
| Karin Schnaase | 2    | 1 | 1 | 2  | 2  | 1    |
| Chloe Magee    | 2    | 0 | 2 | 0  | 4  | 0    |

| Data        | Zawodniczka 1  | Wynik       | Zawodniczka 2  |
| ----------- | -------------- | ----------- | -------------- |
| 11 sierpnia | Wang Yihan     | 21-7 21-12  | Chloe Magee    |
| 11 sierpnia | Karin Schnaase | 21-14 21-19 | Chloe Magee    |
| 12 sierpnia | Wang Yihan     | 21-11 21-16 | Karin Schnaase |

### Faza finałowa
|  |            |                          |            |                          |            |    |                |                        |              |                   |                   |                   |                   |                   |           |           |           |           |           |  |  |       |       |       |       |       |
|  | 1/8 finału | 1/8 finału               | 1/8 finału | 1/8 finału               | 1/8 finału |    |                | Ćwierćfinały           | Ćwierćfinały | Ćwierćfinały      | Ćwierćfinały      | Ćwierćfinały      |                   |                   | Półfinały | Półfinały | Półfinały | Półfinały | Półfinały |  |  | Finał | Finał | Finał | Finał | Finał |
|  | 1/8 finału | 1/8 finału               | 1/8 finału | 1/8 finału               | 1/8 finału |    |                | Ćwierćfinały           | Ćwierćfinały | Ćwierćfinały      | Ćwierćfinały      | Ćwierćfinały      |                   |                   | Półfinały | Półfinały | Półfinały | Półfinały | Półfinały |  |  | Finał | Finał | Finał | Finał | Finał |
|  |            |                          |            |                          |            |    |                |                        |              |                   |                   |                   |                   |                   |           |           |           |           |           |  |  |       |       |       |       |       |
|  |            |                          |            |                          |            |    |                |                        |              |                   |                   |                   |                   |                   |           |           |           |           |           |  |  |       |       |       |       |       |
|  |            |                          |            |                          |            |    |                |                        |              |                   |                   |                   |                   |                   |           |           |           |           |           |  |  |       |       |       |       |       |
|  |            |                          |            |                          |            |    |                |                        |              |                   |                   |                   |                   |                   |           |           |           |           |           |  |  |       |       |       |       |       |
|  |            |                          |            |                          |            |    |                |                        |              |                   |                   |                   |                   |                   |           |           |           |           |           |  |  |       |       |       |       |       |
|  | 1          | Carolina Marín           | 21         | 21                       |            |    |                |                        |              |                   |                   |                   |                   |                   |           |           |           |           |           |  |  |       |       |       |       |       |
|  | 1          | Carolina Marín           | 21         | 21                       |            |    |                |                        |              |                   |                   |                   |                   |                   |           |           |           |           |           |  |  |       |       |       |       |       |
|  |            |                          | 7          | Sung Ji-hyun             | 12         | 16 |                |                        |              |                   |                   |                   |                   |                   |           |           |           |           |           |  |  |       |       |       |       |       |
|  | 7          | Sung Ji-hyun             | 7          | Sung Ji-hyun             | 12         | 16 | 21             | 21                     |              |                   |                   |                   |                   |                   |           |           |           |           |           |  |  |       |       |       |       |       |
|  | 7          | Sung Ji-hyun             |            |                          |            |    |                |                        |              |                   |                   |                   |                   |                   |           |           |           |           |           |  |  |       |       |       |       |       |
|  |            | Linda Zetchiri           | 15         | 12                       |            |    |                |                        |              |                   |                   |                   |                   |                   |           |           |           |           |           |  |  |       |       |       |       |       |
|  |            | Linda Zetchiri           | 15         | 12                       |            | 1  | Carolina Marín | 21                     | 21           |                   |                   |                   |                   |                   |           |           |           |           |           |  |  |       |       |       |       |       |
|  |            |                          |            |                          |            |    |                |                        |              |                   |                   |                   |                   |                   |           |           |           |           |           |  |  |       |       |       |       |       |
|  |            |                          | 3          | Li Xuerui                | 14         | 16 |                |                        |              |                   |                   |                   |                   |                   |           |           |           |           |           |  |  |       |       |       |       |       |
|  |            |                          |            |                          |            | 16 |                |                        |              |                   |                   |                   |                   |                   |           |           |           |           |           |  |  |       |       |       |       |       |
|  |            |                          |            |                          |            |    |                |                        |              |                   |                   |                   |                   |                   |           |           |           |           |           |  |  |       |       |       |       |       |
|  |            |                          |            |                          |            |    |                |                        |              |                   |                   |                   |                   |                   |           |           |           |           |           |  |  |       |       |       |       |       |
|  | 3          | Li Xuerui                | 21         | 21                       |            |    |                |                        |              |                   |                   |                   |                   |                   |           |           |           |           |           |  |  |       |       |       |       |       |
|  | 3          | Li Xuerui                | 21         | 21                       |            |    |                |                        |              |                   |                   |                   |                   |                   |           |           |           |           |           |  |  |       |       |       |       |       |
|  |            |                          | 12         | Porntip Buranaprasertsuk | 12         | 17 |                |                        |              |                   |                   |                   |                   |                   |           |           |           |           |           |  |  |       |       |       |       |       |
|  |            | Marija Ulitina           | 12         | Porntip Buranaprasertsuk | 12         | 17 | 14             | 16                     |              |                   |                   |                   |                   |                   |           |           |           |           |           |  |  |       |       |       |       |       |
|  |            | Marija Ulitina           |            |                          |            |    |                |                        |              |                   |                   |                   |                   |                   |           |           |           |           |           |  |  |       |       |       |       |       |
|  | 12         | Porntip Buranaprasertsuk | 21         | 21                       |            |    |                |                        |              |                   |                   |                   |                   |                   |           |           |           |           |           |  |  |       |       |       |       |       |
|  | 12         | Porntip Buranaprasertsuk | 21         | 21                       |            |    | 1              | Carolina Marín         | 19           | 21                | 21                |                   |                   |                   |           |           |           |           |           |  |  |       |       |       |       |       |
|  |            |                          |            |                          |            |    |                |                        |              |                   |                   |                   |                   |                   |           |           |           |           |           |  |  |       |       |       |       |       |
|  |            |                          | 9          | Pusarla Venkata Sindhu   | 21         | 12 | 15             |                        |              |                   |                   |                   |                   |                   |           |           |           |           |           |  |  |       |       |       |       |       |
|  | 13         | Bae Yeon-ju              | 9          | Pusarla Venkata Sindhu   | 21         | 12 | 15             | 6                      | 7            |                   |                   |                   |                   |                   |           |           |           |           |           |  |  |       |       |       |       |       |
|  | 13         | Bae Yeon-ju              |            |                          |            |    |                |                        |              |                   |                   |                   |                   |                   |           |           |           |           |           |  |  |       |       |       |       |       |
|  | 6          | Nozomi Okuhara           | 21         | 21                       |            |    |                |                        |              |                   |                   |                   |                   |                   |           |           |           |           |           |  |  |       |       |       |       |       |
|  | 6          | Nozomi Okuhara           | 21         | 21                       |            |    | 6              | Nozomi Okuhara         | 11           | 21                | 21                |                   |                   |                   |           |           |           |           |           |  |  |       |       |       |       |       |
|  |            |                          |            |                          |            |    | 6              | Nozomi Okuhara         | 11           | 21                | 21                |                   |                   |                   |           |           |           |           |           |  |  |       |       |       |       |       |
|  |            |                          | 10         | Akane Yamaguchi          | 21         | 17 | 10             |                        |              |                   |                   |                   |                   |                   |           |           |           |           |           |  |  |       |       |       |       |       |
|  | 10         | Akane Yamaguchi          | 10         | Akane Yamaguchi          | 21         | 17 | 10             | 21                     | 21           |                   |                   |                   |                   |                   |           |           |           |           |           |  |  |       |       |       |       |       |
|  | 10         | Akane Yamaguchi          |            |                          |            |    |                |                        |              |                   |                   |                   |                   |                   |           |           |           |           |           |  |  |       |       |       |       |       |
|  | 4          | Ratchanok Intanon        | 19         | 16                       |            |    |                |                        |              |                   |                   |                   |                   |                   |           |           |           |           |           |  |  |       |       |       |       |       |
|  | 4          | Ratchanok Intanon        | 19         | 16                       |            |    | 6              | Nozomi Okuhara         | 19           | 10                |                   |                   |                   |                   |           |           |           |           |           |  |  |       |       |       |       |       |
|  |            |                          |            |                          |            |    |                |                        |              |                   |                   |                   |                   |                   |           |           |           |           |           |  |  |       |       |       |       |       |
|  |            |                          | 9          | Pusarla Venkata Sindhu   | 21         | 21 |                |                        |              | Mecz o 3. miejsce | Mecz o 3. miejsce | Mecz o 3. miejsce | Mecz o 3. miejsce | Mecz o 3. miejsce |           |           |           |           |           |  |  |       |       |       |       |       |
|  | 9          | Pusarla Venkata Sindhu   | 9          | Pusarla Venkata Sindhu   | 21         | 21 | 21             | 21                     |              | Mecz o 3. miejsce | Mecz o 3. miejsce | Mecz o 3. miejsce | Mecz o 3. miejsce | Mecz o 3. miejsce |           |           |           |           |           |  |  |       |       |       |       |       |
|  | 9          | Pusarla Venkata Sindhu   |            |                          |            |    |                |                        |              |                   |                   |                   |                   |                   |           |           |           |           |           |  |  |       |       |       |       |       |
|  | 8          | Tai Tzu-ying             | 13         | 15                       |            |    |                |                        |              |                   |                   |                   |                   |                   |           |           |           |           |           |  |  |       |       |       |       |       |
|  | 8          | Tai Tzu-ying             | 13         | 15                       |            |    | 9              | Pusarla Venkata Sindhu | 22           | 21                |                   | 3                 | Li Xuerui         | w/o               |           |           |           |           |           |  |  |       |       |       |       |       |
|  |            |                          |            |                          |            |    | 9              | Pusarla Venkata Sindhu | 22           | 21                |                   | 3                 | Li Xuerui         | w/o               |           |           |           |           |           |  |  |       |       |       |       |       |
|  |            |                          | 2          | Wang Yihan               | 20         | 19 |                |                        |              | 6                 | Nozomi Okuhara    |                   |                   |                   |           |           |           |           |           |  |  |       |       |       |       |       |
|  |            |                          |            |                          |            | 19 |                |                        |              | 6                 | Nozomi Okuhara    |                   |                   |                   |           |           |           |           |           |  |  |       |       |       |       |       |